# Edgar Buchanan
William Edgar Buchanan II (Humansville, Misuri, 20 de marzo de 1903 – Palm Desert, California, 4 de abril de 1979) fue un actor cinematográfico y televisivo estadounidense.

## Biografía

### Primeros años
Su verdadero nombre era William Edgar Buchanan, y nació en Humansville, Misuri. Siendo joven, su familia se mudó a Oregón. Al igual que su padre, llegó a ser un buen dentista. Se casó con Mildred en 1927, y en 1939 el matrimonio se trasladó a vivir a Altadena, California, donde él se unió al Pasadena Playhouse como actor. Debutó en el cine en 1939, tras lo cual dejó la odontología. Fue miembro de la Fraternidad Theta Chi y Francmasón.

### Carrera
Buchanan actuó en más de cien películas, incluyendo entre ellas Serenata nostálgica (1941), con Cary Grant, Tombstone, the Town Too Tough to Die (1942), The Man from Colorado (1948), Cheaper by the Dozen (1950), She Couldn't Say No (1954), McLintock! (1963), con John Wayne, Move Over, Darling (1963) con Doris Day y James Garner, y Benji (1974). Entre las series televisivas para las que actuó figuran Hopalong Cassidy, Judge Roy Bean (en la que interpretaba al Juez Roy Bean), el episodio "Duel at Sundown" de Maverick, con James Garner y Clint Eastwood, Leave It To Beaver (como "Tío Billy" y "Capitán Jack"), The Twilight Zone, Gunsmoke, Bringing Up Buddy, The Californians, Bus Stop, The Lloyd Bridges Show, Cade's County y The Rifleman. En total actuó en los 222 episodios de Petticoat Junction, en 17 Green Acres, y en 3 de The Beverly Hillbillies. Entre 1960 y 1962 interpretó cuatro veces a Cletus McBain en la producción del género western de la NBC Laramie, con John Smith y Robert Fuller.

### Fallecimiento
Buchanan falleció a causa de un accidente cerebrovascular complicado con una neumonía en Palm Desert, California, y fue enterrado en el Cementerio Forest Lawn Memorial Park de Los Ángeles.

## Filmografía
| Año  | Título                                                          | Personaje                              | Notas        |
| 1974 | Benji                                                           | Bill                                   |              |
| 1969 | Angel in My Pocket                                              | Axel Gresham                           |              |
| 1967 | Welcome to Hard Times                                           | Brown                                  |              |
| 1966 | Gunpoint                                                        | Bull                                   |              |
| 1965 | The Man from Button Willow                                      | Sorry                                  | voz          |
| 1965 | The Rounders (Los desbravadores)                                | Vince Moore                            |              |
| 1963 | Move Over, Darling (Apártate cariño)                            | Juez Bryson                            |              |
| 1963 | McLintock!                                                      | Bunny Dull                             |              |
| 1963 | A Ticklish Affair                                               | Capitán Martin                         |              |
| 1963 | Donovan's Reef (La taberna del irlandés)                        | Abogado de Boston                      |              |
| 1962 | Ride the High Country (Duelo en la Alta Sierra)                 | Juez Tolliver                          |              |
| 1962 | Devil's Partner                                                 | Don Lucas                              |              |
| 1961 | Los comancheros                                                 | Juez Thaddeus Jackson Breen            |              |
| 1961 | Tammy Tell Me True                                              | Juez Carver                            |              |
| 1960 | Cimarrón                                                        | Juez Neal Hefner                       |              |
| 1960 | Chartroose Caboose                                              | Woody Watts                            |              |
| 1960 | Four Fast Guns                                                  | Dipper                                 |              |
| 1959 | Hound-Dog Man                                                   | Doc Cole                               |              |
| 1959 | Edge of Eternity (Al borde de la eternidad)                     | Sheriff Edwards                        |              |
| 1959 | It Started with a Kiss (Empezó con un beso)                     | Congresista Tappe                      |              |
| 1959 | King of the Wild Stallions                                      | Idaho                                  |              |
| 1959 | Stump Run                                                       | Buck Gaskin                            |              |
| 1958 | The Sheepman (Furia en el valle)                                | Milt Masters                           |              |
| 1958 | Day of the Bad Man                                              | Sam Wyckoff                            |              |
| 1957 | Spoilers of the Forest                                          | Tom Duncan                             |              |
| 1956 | Come Next Spring (Cuando llegue la primavera)                   | Mr. Canary                             |              |
| 1955 | Wichita                                                         | Doc Black                              |              |
| 1955 | The Lonesome Trail                                              | Dan Wells                              |              |
| 1955 | The Silver Star                                                 | Will 'Bill' Dowdy                      |              |
| 1955 | Rage at Dawn                                                    | Juez                                   |              |
| 1954 | Destry                                                          | El Honorable Hiram J. Sellers, Alcalde |              |
| 1954 | Dawn at Socorro                                                 | Sheriff Cauthen                        |              |
| 1954 | Human Desire (Deseos humanos)                                   | Alec Simmons                           |              |
| 1954 | Make Haste to Live (Pasado tenebroso)                           | Sheriff Lafe                           |              |
| 1954 | She Couldn't Say No                                             | Ed Meeker                              |              |
| 1953 | Raíces profundas                                                | Fred Lewis                             |              |
| 1953 | It Happens Every Thursday                                       | Jake                                   |              |
| 1952 | Toughest Man in Arizona                                         | Jim Hadlock                            |              |
| 1952 | Wild Stallion                                                   | John Wintergreen                       |              |
| 1952 | Flaming Feather                                                 | Sgt. O'Rourke                          |              |
| 1952 | The Big Trees (La ley de la fuerza)                             | Walter 'Yukon' Burns                   |              |
| 1951 | Silver City                                                     | Dutch Surrency                         |              |
| 1951 | Cave of Outlaws                                                 | Dobbs                                  |              |
| 1951 | Rawhide (El correo del infierno), de Henry Hathaway             | Sam Todd                               |              |
| 1951 | The Great Missouri Raid                                         | Dr. Samuels                            |              |
| 1950 | Devil's Doorway (La puerta del diablo), de Anthony Mann         | Zeke Carmody                           |              |
| 1950 | The Big Hangover                                                | Tío Fred Mahoney                       |              |
| 1950 | Cargo to Capetown                                               | Sam Bennett                            |              |
| 1950 | Cheaper by the Dozen (Trece por docena)                         | Dr. Burton                             |              |
| 1949 | Any Number Can Play (¡Hagan juego!)                             | Ed                                     |              |
| 1949 | Lust for Gold                                                   | Wiser                                  |              |
| 1949 | Red Canyon                                                      | Jonah Johnson                          |              |
| 1949 | The Walking Hills                                               | Old Willy                              |              |
| 1948 | The Untamed Breed                                               | John Rambeau                           |              |
| 1948 | The Man from Colorado (El hombre de Colorado)                   | Doc Merriam                            |              |
| 1948 | Coroner Creek                                                   | Sheriff O'Hea                          |              |
| 1948 | The Black Arrow                                                 | Bandido                                |              |
| 1948 | Best Man Wins                                                   | Jim Smiley                             |              |
| 1948 | Adventures in Silverado                                         | Dr. Hendersonn                         |              |
| 1948 | The Wreck of the Hesperus                                       | George Lockhart                        |              |
| 1948 | The Swordsman (El espadachín)                                   | Angus MacArden                         |              |
| 1947 | Framed (Paula)                                                  | Jeff Cunningham                        |              |
| 1947 | The Sea of Grass                                                | Jeff, cocinero en el rancho Brewton    |              |
| 1946 | If I'm Lucky                                                    | Darius J. Magonnagle                   |              |
| 1946 | Renegades                                                       | Kirk Dembrow                           |              |
| 1946 | The Walls Came Tumbling Down                                    | George Bradford                        |              |
| 1946 | Perilous Holiday                                                | George Richards                        |              |
| 1946 | The Bandit of Sherwood Forest (El hijo de Robín de los bosques) | Fraile Tuck                            |              |
| 1946 | Abilene Town                                                    | Sheriff 'Bravo' Trimble                |              |
| 1946 | The Fighting Guardsman                                          | Pepe                                   |              |
| 1944 | Strange Affair                                                  | Tte. Washburn                          |              |
| 1944 | The Impatient Years                                             | Juez                                   |              |
| 1944 | Bride by Mistake                                                | Jonathan Connors                       |              |
| 1944 | Buffalo Bill                                                    | Sargento Chips McGraw                  |              |
| 1943 | Destroyer                                                       | Kansas Jackson                         |              |
| 1943 | Good Luck, Mr. Yates                                            | Jonesey Jones                          |              |
| 1943 | The Desperadoes (Los desesperados)                              | Tío Willie McLeod                      |              |
| 1943 | City Without Men                                                | Michael T. Mallory                     |              |
| 1942 | The Talk of the Town (El asunto del día)                        | Sam Yates                              |              |
| 1942 | Tombstone, the Town Too Tough to Die                            | Curly Bill Brocious                    |              |
| 1941 | You Belong to Me (Me perteneces)                                | Billings                               |              |
| 1941 | Texas                                                           | Buford 'Doc' Thorpe                    |              |
| 1941 | The Richest Man in Town                                         | Pete Martin                            |              |
| 1941 | Her First Beau                                                  | Elmer Tuttle                           |              |
| 1941 | Serenata nostálgica                                             | Applejack Carney                       |              |
| 1940 | Arizona                                                         | Juez Bogardus                          |              |
| 1940 | When the Daltons Rode                                           | Narrador                               | sin créditos |
| 1940 | The Sea Hawk                                                    | Ben Rollins                            | sin créditos |
| 1940 | The Doctor Takes a Wife                                         | Portero                                | sin créditos |
| 1940 | Escape to Glory                                                 | Charles Atterbee                       |              |
| 1940 | Tear Gas Squad                                                  | Andy, un policía                       |              |
| 1940 | Three Cheers for the Irish                                      | Invitado a la fiesta                   | sin créditos |
| 1940 | Too Many Husbands (Demasiados maridos)                          | Detective Adolph McDermott             |              |
| 1939 | My Son Is Guilty                                                | Dan                                    |              |

## Televisión
| Año        | Título                             | Personaje                                    | Notas |
| 1973       | Love, American Style               |                                              | Episodio: "Love and the Family Hour" |
| 1972       | The Partridge Family               |                                              | Episodio: "M is for Many Things" |
| 1971-1972  | Cade's County                      | J.J. Jackson                                 | |
| 1971       | Yuma                               | Mules McNeil                                 | |
| 1971       | El virginiano                      | Teddy Birdwell                               | Episodio: "The Legacy of Spencer Flats" |
| 1963-1970  | Petticoat Junction                 | 'Tío Joe' Carson                             | |
| 1970       | The Over-the-Hill Gang Rides Again | Jason Fitch                                  | |
| 1970       | The Mod Squad                      | Hargis                                       | Episodio: "Welcome to the Human Race, Levi Frazee!" |
| 1970       | The Name of the Game               | Felson                                       | Episodio: "Little Bear Died Running" |
| 1965-1969  | Green Acres                        | Tío Joe Carson]]                             | Hubo actuaciones del reparto de Petticoat Junction en la serie |
| 1969       | The Over-the-Hill Gang             | Jason Fitch                                  | |
| 1968       | The Beverly Hillbillies            | Tío Joe Carson                               | Temporada 1968-1969 - Episodio: "Granny Goes to Hooterville" Temporada 1968-1969 - Episodio: "The Thanksgiving Story" Temporada 1968-1969 "Christmas in Hooterville"                                                                                  |
| 1968       | Something for a Lonely Man         | Old Man Wolenski                             | |
| 1965       | Luke and the Tenderfoot            | Luke Herkimer                                | |
| 1957-1963  | Leave It to Beaver                 | Capitán Jack William 'Tío Billy' Cleaver     | Temporada 1957-1958 Episodio: Capitán Jack Temporada 1960-1961 Episodio: Tío Billy Temporada 1962-1963 Episodio: Uncle Billy's Visit]] |
| 1962, 1963 | Dr. Kildare                        | Steve Devitt Juez Manning                    | Episodio: "The Administrator" Episodio: "To Each His Own Prison" |
| 1962, 1963 | Gunsmoke                           | Dan Witter Dan York                          | Episodio: "Old Dan" Episodio: "Old York" |
| 1962, 1963 | The Lloyd Bridges Show             | Doc Tyree                                    | Episodio: Just Married Episodio: "Tyrees of Capitol Hill" |
| 1960-1962  | Laramie                            | Tully Casper Cletus McBain                   | Episodio: "Saddle and Spur Episodio: "Men of Defiance" Episodio: "Stolen Tribute" Episodio: "The Long Road Back" |
| 1958, 1962 | Perry Mason                        | Andy Templet Juez Edward Daley               | 2ª temporada, episodio: "The Case of the Perjured Parrot" 6ª temporada, episodio: "The Case of the Lurid Letter" |
| 1962       | Dennis the Menace                  | Mr. Meekin                                   | Temporada 1962-1963, episodio: "Dennis and the Hermit" |
| 1962       | The Wide Country                   | Tío Walt Guthrie                             | Episodio: "Good Old Uncle Walt" |
| 1962       | Have Gun — Will Travel             | Cardiff                                      | Episodio: "Man in an Hourglass" |
| 1962       | Stoney Burke                       | Dawes                                        | Episodio: "Fight Night" |
| 1962       | Alcoa Premiere                     | Crab Holman                                  | Episodio: "Flashing Spikes" |
| 1962       | Thriller                           | Doc O'Connor                                 | Episodio: "'Til Death Do Us Part" |
| 1962       | The Twilight Zone                  | Doc Bolton                                   | "The Last Rites of Jeff Myrtlebank" |
| 1958-1961  | The Rifleman                       | Doc Burrage Abuelo Fogarty                   | |
| 1958-1961  | Maverick                           | Buddy Forge Jed Coronel Hamilton Red Daniels | Temporada 1958-1959, episodio: "Island in the Swamp" Temporada 1958-1959, episodio: "Duel at Sundown" Temporada 1959-1960, episodio: "Easy Mark" Temporada 1960-1961, episodio: "Hadley's Hunters" Temporada 1960-1961, episodio: "The Cactus Switch" |
| 1957-1961  | Tales of Wells Fargo               | Bob Dawson                                   | |
| 1960, 1961 | Bonanza                            | Hallelujah Hicks John Henry Hill             | Episodio: "The Trail Gang" Episodio: "Sam Hill"" |
| 1961       | The Andy Griffith Show             | Henry Wheeler                                | Temporada 1961-1962, episodio: Aunt Bee's Brief Encounter |
| 1961       | Bus Stop                           | Juez Neal                                    | Episodio: The Man from Bootstrap |
| 1961       | The New Bob Cummings Show          |                                              | Episodio: The Oxtail Incident |
| 1961       | The Tall Man                       | Archie Keogh                                 | Episodio: The Judas Palm |
| 1961       | The Barbara Stanwyck Show          | Juez Franklin                                | Episodio: A Man's Game |
| 1961       | National Velvet                    | Grandpa Harwell                              | Episodio: "Grandpa" Episodio: "Grandpa Returns" |
| 1961       | Klondike                           | Sam Perkins                                  | Episodio: "The Golden Burro" |
| 1957, 1960 | Wagon Train                        | The Tramp Ben Mattox                         | Episodio: The John Darro Story Episodio: The Jane Hawkins Story |
| 1960       | Riverboat                          | Brian Cloud                                  | Episodio: "Duel on the River" |
| 1960       | Route 66                           | Jack McConkle                                | Primera temporada (1960-1961), episodio: "The Beryllium Eater" |
| 1960       | The Outlaws                        | Nulty                                        | Episodio: "Starfall (1)" Episodio: "Starfall (2)" |
| 1960       | Stagecoach West                    | Lum Jensen                                   | Episodio: Red Sand |
| 1960       | Assignment: Underwater             | Charlie Noble                                | Episodio: "Charlie Noble's Pearl" |
| 1960       | Bat Masterson                      | Cactus Charlie                               | Episodio: "Debt of Honor" |
| 1960       | Bronco                             | Pop Owens                                    | Episodio: Winter Kill |
| 1958, 1959 | The Californians                   | Dutch Alcalde                                | Episodio: "The Golden Bride" Episodio: "One Top of Peppercorns" |
| 1955-1959  | General Electric Theater           |                                              | |
| 1959       | The Deputy                         | Isbel                                        | Episodio: Man of Peace |
| 1959       | Alfred Hitchcock Presents          | Pops                                         | Temporada 5ª (1959-1960), episodio: "Coyote Moon" |
| 1959       | Wanted: Dead or Alive              | Pop Michaels Chester Blake                   | Episodio: "Railroaded" Episodio: "Amos Carter" |
| 1959       | Trackdown                          | Tully Saxon                                  | Episodio: "The Trick" |
| 1959       | Lawman                             | Jess Miller                                  | Episodio: "The Captives" |
| 1958       | Cimarron City                      | Shanty                                       | Episodio: "Kid on a Calico Horse |
| 1958       | 26 Men                             |                                              | Episodio: "Cross and Doublecross" |
| 1958       | The Gale Storm Show                | Jasper Stokes                                | Episodio: "Hayride Ahoy" |
| 1958       | Studio One                         | Dan Ferris                                   | Episodio: "Birthday Present" |
| 1958       | The Restless Gun                   | Ethan Greenfield Sheriff Gabe Starns         | Episodio: "Aunt Emma" Episodio: "The Gold Star" |
| 1958       | The Adventures of Jim Bowie        | Ringtail                                     | Episodio: "Deaf Smith" |
| 1957       | Climax!                            | Spencer                                      | Temporada 3ª, episodio: "Avalanche at Devil's Pass" Temporada 3ª, episodio: "Deadly Climate" |
| 1957       | The Christophers                   | John Augustus                                | Episodio: "Sentence Deferred" |
| 1957       | Whirlybirds                        | Burton                                       | Episodio: "The Perfect Crime" |
| 1956       | Crossroads                         | Bart Alden                                   | Episodio: "The Lamp of Father Cataldo" |
| 1956       | Strange Stories                    |                                              | Episodio: "Con Game" |
| 1956       | Judge Roy Bean                     | Juez Roy Bean                                | |
| 1953, 1955 | Cavalcade of America               | Horace Greeley Doc Mathew                    | Episodio: "The Tenderfoot" Episodio: "One Nation Indivisible" Episodio: "Petticoat Doctor" Episodio: Stay On, Stranger |
| 1955       | Screen Directors Playhouse         | Sub Royal                                    | Episodio: "The Bush Roper" |
| 1955       | Ford Theatre                       | Papa Mumby                                   | Episodio: "The Mumbys" |
| 1952-1954  | Hopalong Cassidy                   | Red Connors                                  | |
| 1954       | Crown Theatre with Gloria Swanson  | Tío Harry                                    | Episodio: "Uncle Harry" |
| 1953       | Make Room for Daddy                | Capitán Chris                                | Episodio: "The Sea Captain" |